# Paul Patric Kirchner
Paul Kirchner (* 25. Juni 2011 in Köln) ist ein deutscher Synchronsprecher.
Er hat mit sieben Jahren mit dem Synchronsprechen begonnen. Seitdem hat er an  Produktionen für z. B. 20th Century Studios, Netflix, Showtime und ARD mitgewirkt. Seine  größte Sprecherrolle hatte er in A Haunting in Venice.

## Synchronrollen Filme (Auswahl)
- 2018: Dorfkind in Pachamama
- 2018: The House That Jack Built als Grumpy
- 2018: Bird Box als Junge
- 2023: Du bist sowas von nicht zu meiner Bat-Mizwa eingeladen als Mateo
- 2023: A Haunting in Venice als Leopold Ferrier (Jude Hill)

## Synchronrollen Serien (Auswahl)
- 2018 The Rookie als ein Junge
- 2018: Charité als ein Junge (2. Staffel)
- 2019: Agatha Christie’s Marple als Cyril Price
- 2019: Es war einmal ein zweites Mal als Stanley
- 2020: Run – Du kannst ihr nicht entkommen als Scooter Richardson
- 2022: Yellowjackets als Samy Abara-Turner (Staffel 1)
- 2022: Waffles + Mochi als Imkerjunge (Folge 1)
- 2023: Yellowjackets als Samy Abara-Turner (Staffel 2)